# Temperaturextrema
Temperaturextrema sind die niedrigsten und höchsten gemessenen Temperaturen innerhalb eines Beobachtungszeitraums auf der Erde. Dieser Artikel beschreibt meteorologisch gemessene Lufttemperaturen. Für weitere Wetter-bezogene Extrema siehe Wetterrekorde.

## Messung und Verifizierung
Extreme Wetterelemente zu registrieren, gehört in der Meteorologie zur Tradition und dient insbesondere der klimatologischen Einordnung von Anomalien.
Dabei haben sich für die weltweite Vergleichbarkeit internationale Standards eingebürgert (World Weather Watch Programme WWWP der World Meteorological Organization WMO).
Vergleichbare Aufzeichnungen sollten die offizielle Tageshöchsttemperatur der Luft in zwei Meter Höhe über dem Erdboden in einer Thermometerhütte darstellen. Strahlungsbasierte Werte, wie sie beispielsweise mit moderner Satelliten-Fernerkundung gewonnen werden, werden für Statistiken üblicherweise nicht herangezogen.
Extremwerte werden immer wieder kolportiert und auch regelkonform gemessen. Es hat sich jedoch eingebürgert, dass nur diejenigen Werte berücksichtigt werden, die von den nationalen amtlichen Wetterdiensten gemessen werden. Diese sorgen auch für die Verifikation der Werte. So kommt es auch immer wieder vor, dass erst anhand von Extremwerten festgestellt wird, dass eine Wetterstation nicht den notwendigen Anforderungen entspricht.
Die World Meteorological Organization Commission for Climatology (WMO CCl) gründete im Rahmen des Programmes OPAG 2 – Support Systems for Agrometeorological Services eine Gruppe, die das Weather and Climate Extremes Archive führt und die Werte einer nochmaligen Überprüfung unterzieht (Inaugural WMOCCL OPAG2 committee for the World). Daher werden auch historische Spitzenwerte immer wieder korrigiert. Die Harmonisierung alter Daten ist besonders für die Kalibrierung elektronischer Klimamodelle von aktueller Bedeutung.

## Listen

### Höchsttemperaturen (seit Beginn der Aufzeichnungen)
In dieser Tabelle sind besondere Hitzerekorde bzw. die höchsten Temperaturen für ausgewählte Regionen der Erde angeführt. Für eine Länderübersicht der höchsten Temperaturen, siehe Liste der Länder nach Extremtemperatur.
| Temperatur °C | Datum         | Ort                                                 | Staat / Bundesstaat / Forschungsstation | Bemerkung |
| ------------- | ------------- | --------------------------------------------------- | --------------------------------------- | --- |
| 56,7 °C       | 10. Juli 1913 | Death Valley, Greenland Ranch (jetzt Furnace Creek) | Vereinigte Staaten                      | Hitzeweltrekord und höchste gemessene Temperatur in Nordamerika sowie der ganzen westlichen Hemisphäre. Höhe: 54,6 m unter dem Meeresspiegel |
| 55,0 °C       | 7. Juli 1931  | Kebili                                              | Tunesien                                | Hitzerekord in Afrika sowie der ganzen östlichen Hemisphäre. Höhe: 38,1 m |
| 54,0 °C       | 21. Juni 1942 | Tirat Zvi                                           | Israel                                  | Hitzerekord in WMO Region VI (Europa). Höhe: 220 m unter dem Meeresspiegel |
| 53,9 °C       | 21. Juli 2016 | Mitriba                                             | Kuwait                                  | Hitzerekord in WMO Region II (Asien). Höhe: 119,56 m |
| 48,9 °C       | 11. Dez. 1905 | Rivadavia                                           | Argentinien                             | Hitzerekord in Südamerika. Höhe: 205 m |
| 48,8 °C       | 11. Aug. 2021 | Syrakus                                             | Italien                                 | Hitzerekord in WMO Region VI (Kontinentaleuropa) und Teile Asiens (z. B. Israel, Türkei und Syrien) Zuvor lag der Rekord in Athen (236 m) und Eleusis, Griechenland mit 48,0 °C am 10. Juli 1977; unbestätigt: 48,5 °C am 10. Aug. 1999 in Catenanuova, Italien, 185 m. |
| 19,8 °C       | 30. Jan. 1982 | Signy Island                                        | Signy-Station                           | Hitzerekord in der WMO Region VII (Antarktis). Höhe: 9 m |
| 18,3 °C       | 6. Feb. 2020  | Hope Bay                                            | Argentinien                             | Hitzerekord in der WMO Region VII (Antarktika & dazugehörende Inseln). Höhe: 24 m |

Nicht anerkannt: angeblich 58 °C am 13. September 1922 in al-ʿAzīzīya im heutigen Libyen sowie angeblich 57,1 °C am 27. August 1884 in Ouargla im heutigen Algerien.

### Tiefsttemperaturen (seit Beginn der Aufzeichnungen)
In dieser Tabelle sind besondere Kälterekorde bzw. die niedrigsten Temperaturen für ausgewählte Regionen der Erde angeführt. Für eine Länderübersicht der niedrigsten Temperaturen, siehe Liste der Länder nach Extremtemperatur.
| Temperatur °C | Datum               | Ort                                    | Staat / Forschungsstation         | Bemerkung |
| ------------- | ------------------- | -------------------------------------- | --------------------------------- | --- |
| −93 °C        | 2013                | Gebirgskamm in der östlichen Antarktis | Erdbeobachtungssatellit Landsat 8 | Erstmals im Jahr 2013 gemessen, dann mehrfach, insbesondere in den Monaten Juli und August (National Snow and Ice Data Center/ University of Colorado) |
| −89,2 °C      | 21. Juli 1983       | Wilkesland                             | — (Wostok-Station)                | Ehemaliger Kältepol der Südhalbkugel. Höhe: 3420 m |
| −69,6 °C      | 22. Dez. 1991       | Klinck Site, 70 km W von Summit        | Grönland                          | Erst 2020 bei der Auswertung alter Messdaten festgestellt, Kältepol der Nordhalbkugel. Höhe: 3105 m                                                    |
| −67,8 °C      | 5. und 7. Feb. 1892 | Werchojansk                            | Russland                          | Oimjakon und Werchojansk gelten beide als Kältepol Asiens                                                                                              |
| −67,8 °C      | 6. Feb. 1933        | Oimjakon                               | Russland                          | Oimjakon und Werchojansk gelten beide als Kältepol Asiens                                                                                              |
| −63,0 °C      | 3. Feb. 1947        | Snag, Yukon                            | Kanada                            | Kältepol Nordamerikas (ohne Grönland) |
| −58,1 °C      | 31. Dez. 1978       | Ust-Schtschuger                        | Russland                          | Kältepol Europas Höhe: 85 m |
| −51,5 °C      | 28. Jan. 1999       | Pokka bei Kittilä in Lappland          | Finnland                          | Etwa 150 km nördlich des Polarkreises |
| −32,8 °C      | 1. Juni 1907        | Sarmiento, Tierra del Fuego            | Argentinien                       | Kältepol Südamerikas Höhe: 268 m |
| −25,6 °C      | 17. Juli 1903       | Ranfurly                               | Neuseeland                        | Kältepol des Südwestpazifiks Höhe: 423 m |
| −23,9 °C      | 11. Feb. 1935       | Ifrane                                 | Marokko                           | Kältepol Afrikas Höhe: 1635 m |

### Größte Temperaturunterschiede
In Nord- und Zentralasien gibt es die größten Temperaturunterschiede im Jahresverlauf: Die riesige Landmasse Asiens verursacht ein ausgeprägtes Kontinentalklima mit starken Temperaturgegensätzen. Die trockenheißen Sommer und trockenkalten Winter werden oft nur von kurzem Frühling und Herbst getrennt.
Genannt sind in der Tabelle nur Landes-Spitzenwerte.
| Spanne ΔT in K | Tmid °C | Tmin °C | Tmax °C | Ort                    | Staat / Forschungsstation | Bemerkung                                    |
| -------------- | ------- | ------- | ------- | ---------------------- | ------------------------- | -------------------------------------------- |
| 105,1          | −15,25  | −67,8   | +37,3   | Werchojansk            | Russland                  | [ 20 ]                                       |
| 92,3           | −6,5    | −53     | +39,3   | Mohe (Heilongjiang)    | Volksrepublik China       |                                              |
| 87,7           | 5,25    | −38,6   | +49,1   | Turkestan o.n.A.       | Kasachstan                |                                              |
| 87,6           | −5,2    | −49,0   | +38,6   | Ulaanbaatar            | Mongolei                  |                                              |
| 85,8           | 3,1     | −39,8   | +46,0   | Karakalpakistan o.n.A. | Usbekistan                |                                              |
| 81,4           | 6,9     | −33,8   | +47,6   | Serhetabat (Kuschka)   | Turkmenistan              |                                              |
| 77             | −50,7   | −89,2   | −12,2   | Wilkesland, Antarktika | — (Wostok-Station)        | Amundsen-Scott: 70,5 K / −82,8 °C / −12,3 °C |

o.n.A. = Ohne nähere Angabe
Am Mars wurden ähnlich große Temperaturdifferenzen – auf der Oberfläche – gemessen: Viking Lander  maß −107 °C/−17,2 °C; ΔT = 89,8 K.

## Weiteres
- Am 21. Juli 2024 wurde mit 17,09 °C durchschnittlicher Oberflächenlufttemperatur der heißeste Tag seit Beginn der Aufzeichnungen gemessen. Dieser Wert übertraf damit die 17,08 °C, die am 6. Juli 2023 gemessen wurden. Bereits am 22. Juli wurde mit 17,16 °C durchschnittlicher Oberflächenlufttemperatur der Rekord vom Vortag gebrochen. Am 23. Juli wurde 17,15 °C erreicht.[33]

- Im November 1911 fiel die Temperatur in Springfield (Missouri) bei einem Temperatursturz um rund 40 °C, so dass dort innerhalb eines Tages sowohl der Hitzerekord als auch der Kälterekord für den Monat November gebrochen wurde.[34]